# 约翰·舍曼
约翰·舍曼（John Sherman，1823年5月10日—1900年10月22日），美国律师、政治家，曾任美国众议院议员（1855年-1861年）、美国参议院议员（1861年-1877年、1881年-1897年）、美国财政部长（1877年-1881年）和美国国务卿（1897年-1898年）。